# Причепівка (Березівський район)
Приче́півка — село Іванівської селищної громади Березівського району Одеської області в Україні. Населення становить 170 осіб.
16.05.1964 року с. Желепове та с. Причепівка були об'єднані в одне село Причепівка.

## Населення
Згідно з переписом 1989 року населення села становило 151 особа, з яких 63 чоловіки та 88 жінок.
За переписом населення 2001 року в селі мешкало 167 осіб.

### Мова
Розподіл населення за рідною мовою за даними перепису 2001 року:
| Мова       | Відсоток |
| ---------- | -------- |
| українська | 89,41 %  |
| російська  | 8,24 %   |
| румунська  | 1,76 %   |